# 大湊地区隊
大湊地区隊（おおみなとちくたい、英語: Ominato Area Command）は、海上自衛隊が設置している横須賀地方隊隷下の地区隊である。主要部隊は青森県むつ市大湊町にある大湊基地に配備されている。
本記事では、前身である大湊地方隊（おおみなとちほうたい、英語: Ominato District）についても解説する。。

## 概要
2025年3月24日に、大湊地方隊を改組する形で、新たに横須賀地方隊隷下の組織として新編された。地方隊ではなく地区隊であるが、自衛艦等が籍を置くいわゆる「母港」の機能を有する。
艦艇などに対するロジスティクス支援や災害派遣、地元自治体との連絡調整を任務としている。

## 前身
大湊地方隊は、1952年（昭和27年）8月1日に保安庁及び警備隊が発足した後に、日本における海上軍事力の再整備が本格化した1953年（昭和28年）9月16日に編成された。
1954年（昭和29年）7月1日、警備隊が海上自衛隊に改組。帝国憲法下では大湊は要港という軍港に次ぐ規模の軍事港湾で、海上自衛隊発足当初におかれた五つの地方総監部のうち唯一旧海軍の鎮守府ではなく、要港部から発展した警備府が由来であり、実質的に鎮守府への「昇格」を果す形となっていた。
主な任務は、北海道及び青森県以北の海域（太平洋・日本海・オホーツク海）における防衛及び警備、災害派遣、艦艇及び航空機に対する後方支援、機雷等の危険物の除去、民生協力等であった。なお、隷下に教育隊は置かれていなかった。
警備区域は、日本海側・太平洋側ともに青森県以北の北方で、日本の北端部の海域・地域にあたっていた。宗谷海峡と津軽海峡も担任区域内で、津軽海峡については、大湊地方隊隷下の松前警備所・竜飛警備所を中心に監視し、宗谷海峡については稚内基地分遣隊に加え、冬季を除いて艦船を派遣し監視にあたり、特にロシア海軍の海峡通行について関心を持ち、監視を行なっていた。

### 大湊地区隊への改編
改編法案の国会提出（2024年）当時、警備区域をまたいだ外国勢力の活動が活発化する中で、北方から太平洋の沿岸を一体的に迅速、効率的に対処するために、地方隊の改組が必要とされ行われたものである。

#### 経緯
2023年7月1日に産経新聞が「海上自衛隊が大湊、舞鶴の両地方総監の廃止を検討している」と報じ、その理由として「陸海空自衛隊の作戦指揮を担う『統合司令官』を新設することに伴ってポスト統廃合の必要が生じたため」とした。
同年8月31日に防衛省は令和6年度概算要求で、「防衛及び警備、災害派遣等において、北方から太平洋にかけて一体的な対応を可能とし、運用の柔軟性を向上させるため、大湊地方隊を改編し、横須賀地方隊と統合」し、「大湊地区における定員規模は維持」しながら「大湊地区において後方支援全般を担う部隊を新編」すると明らかにした。
大湊地方隊の統合などを盛り込んだ組織改編は、2024年5月10日に自衛隊法などが改正されて成立した。
2025年3月24日に大湊地方隊は大湊地区隊に改編された。初代の大湊地区総監は、大湊地方総監であった近藤奈津枝海将が引き続き就いた。

#### 内容
改編に伴い、大湊地区隊の任務は、自衛艦隊へのロジスティクス支援、災害派遣、地方自治体との連絡調整などに重点が置かれる。大湊地方隊に所属していた警備隊、弾薬整備補給所、造修補給所などは地区隊が引き継いだ。地区隊の隊員数は2,930人で、改編前と比べて30人増加した。また、大湊基地では2025年5月現在、大型護衛艦の係留を視野に入れた芦崎湾の浚渫（）や桟橋の改修工事が行われており、今後、大湊を拠点とする護衛艦は1隻増の計8隻体制となる予定。地区総監は当初海将補職とする予定であったが、地元むつ市の要請で引き続き海将職とされた。

#### 影響
2024年5月11日に元防衛大臣の衆議院議員（青森1区）である江渡聡徳は、統合を巡り「県や地域としての活動が少なかった」と青森市内で述べ、地元の経済団体から抗議を受けた。
同月30日にむつ市は、市議会および地元団体と連名で、防衛省および自由民主党本部に対して、地区総監の海将としての継続配置などを求める要望を提出した。

## 沿革

### 保安庁警備隊
- 1953年（昭和28年）

9月16日：保安庁警備隊に「大湊地方隊」が新編。
※大湊地方隊新編時の編成（大湊地方総監部、函館基地隊、大湊基地警防隊）
※新編時の大湊地方総監部の編成（総務部、警備部、航路啓開部、経理補給部、技術部）
10月10日：総監部が電電公社電気通信学園跡に移転。
10月16日：総監部組織の改組（航路啓開部の廃止、調査室の設置、通信所の昇格）
10月21日：総監部開庁式が挙行。
- 1954年（昭和29年）

1月11日：総監部が新庁舎（旧水交社、現：北洋館）に移転。

### 海上自衛隊大湊地方隊
- 1954年（昭和29年）

7月1日：「防衛庁」が創設され、「海上自衛隊」が発足。
- 1954年（昭和29年）

8月1日 - 7日：昭和天皇・皇后の津軽海峡御渡航に際し、自衛艦隊及び館山航空隊とともに対機雷警戒を実施。
- 1955年（昭和30年）

5月1日：「大湊通信隊」を新編。
- 1956年（昭和31年）

5月16日：「大湊航空隊」がシコルスキー S-51ヘリコプター3機により新編。
- 1957年（昭和32年）

1月4日：総監部が新庁舎（現：警備隊庁舎）に移転。
3月16日：「八戸航空隊」を新編。
- 1961年（昭和36年）

2月1日：総監部組織の改組（総務部を廃止し人事部を新設、防衛部に第1～第4幕僚班を設置）「大湊補給所」及び「大湊工作所」を新編。
9月1日：八戸航空隊が第2航空群に改編され航空集団隷下に編成替え。「八戸航空工作所」を新編。
- 1968年（昭和43年）

12月16日：「第32護衛隊」が第3護衛隊群から編入。
- 1970年（昭和45年）

3月2日：総監部組織の改組（人事部を管理部に改称、第1～第4幕僚班を幕僚室に改称、第5幕僚室を新設、監察官を新設「大湊造修所」、「大湊水雷調整所」を新編。大湊工作所を廃止。
10月1日：総監部に幕僚長を設置。大湊基地警防隊を「大湊警備隊」に改称。
- 1971年（昭和46年）

7月15日：「余市防備隊」を新編。
- 1974年（昭和49年）

3月16日：「稚内基地分遣隊」を新編。
- 1976年（昭和51年）

5月11日：「大湊音楽隊」を新編。
9月8日- 25日まで自衛艦隊とともにソ連ミグ25戦闘機の函館空港強行着陸（ベレンコ中尉亡命事件）に伴う津軽海峡の警戒監視を実施。
- 1977年（昭和52年）

12月27日：大湊警備隊に「水中処分隊」を新編。
- 1978年（昭和53年）

5月8日：総監部新庁舎（現庁舎）の落成式挙行。
- 1981年（昭和56年）

9月1日：「大湊衛生隊」を新編。
- 1982年（昭和57年）

3月27日：「第35護衛隊」が第4護衛隊群から編入。
- 1985年（昭和60年）

7月1日：大湊水雷調整所を廃止。大湊水雷整備所を新編。
- 1987年（昭和62年）

7月1日：部隊改編により警備隊の組織改編及び「大湊基地業務隊」を新編。
- 1990年（平成2年）

1月31日：第32護衛隊が廃止、「第23護衛隊」が第4護衛隊群から編入。
- 1993年（平成5年）

3月22日：余市防備隊に「第1ミサイル艇隊」を新編、第1魚雷艇隊が廃止。
3月31日：大湊警備隊に「大湊防空陸警隊」を新編、大湊陸警隊が廃止。
7月12日 - 8月12日：北海道南西沖地震に対する災害派遣。
- 1997年（平成9年）

3月24日：隊番号の改正により、第23護衛隊が「第25護衛隊」に、第35護衛隊が「第27護衛隊」に改称。
- 1998年（平成10年）

12月8日：補給整備部門の組織改編。
1. 大湊補給所と大湊造修所が統合され「大湊造修補給所」に改編。
2. 大湊水雷整備所が「大湊弾薬整備補給所」に改編。
3. 八戸航空工作所が第2航空修理隊に改編され航空集団隷下に編成替え。

- 2002年（平成14年）

3月22日：大湊通信隊が「大湊システム通信隊」に改編されシステム通信隊群隷下に編成替え。
- 2006年（平成18年）

4月3日：第27護衛隊が廃止。大湊警備隊に「大湊陸警隊」を新編、大湊防空陸警隊が廃止。
9月5日：余市防備隊第1ミサイル艇隊所属のミサイル艇3号が大湊港内において機関砲誤射事故。
- 2007年（平成19年）

10月17日：護衛艦「いしかり」が除籍。
- 2008年（平成20年）

3月26日：体制移行による部隊改編。
1. 第25護衛隊が「第15護衛隊」に改称され護衛艦隊隷下に編成替え。
2. 大湊航空隊が第21航空群隷下に編成替えとなり「第25航空隊」に改編。

- 2010年（平成22年）

6月24日：護衛艦「ゆうばり」、護衛艦「ゆうべつ」、掃海艇「うわじま」、ミサイル艇3号が除籍。
- 2017年（平成29年）

4月3日：部隊改編により多用途支援艦「すおう」を地方隊直轄から大湊警備隊隷下に編成替え。
- 2020年（令和2年）

8月3日：函館基地隊松前警備所白神支所が廃止。
- 2022年（令和4年）

3月17日：自衛隊大湊病院が廃止され、大湊衛生隊と統合。大湊衛生隊隷下の「診療所」に改編。

### 海上自衛隊大湊地区隊
- 2025年（令和7年）

3月24日：組織改編により、横須賀地方隊に統合され「大湊地区隊」に改編。
1. 警備区域については、「大湊警備区」が廃止され「横須賀警備区」に統合。
2. 地方総監部が「地区総監部」に、防衛部が「防衛室」に改組。
3. 函館基地隊は横須賀地方隊直轄部隊に編成替え。
4. 余市防備隊、稚内基地分遣隊、大湊水中処分隊は函館基地隊に編入。
5. 大湊警備隊隷下の多用途支援艦「すおう」が横須賀警備隊に編成替え。

## 編成

### 大湊地区隊
※ 令和7年3月24日時点
- 大湊地区総監部（大湊基地：青森県むつ市）
- 大湊警備隊
  - 大湊陸警隊
  - 大湊港務隊
- 大湊弾薬整備補給所

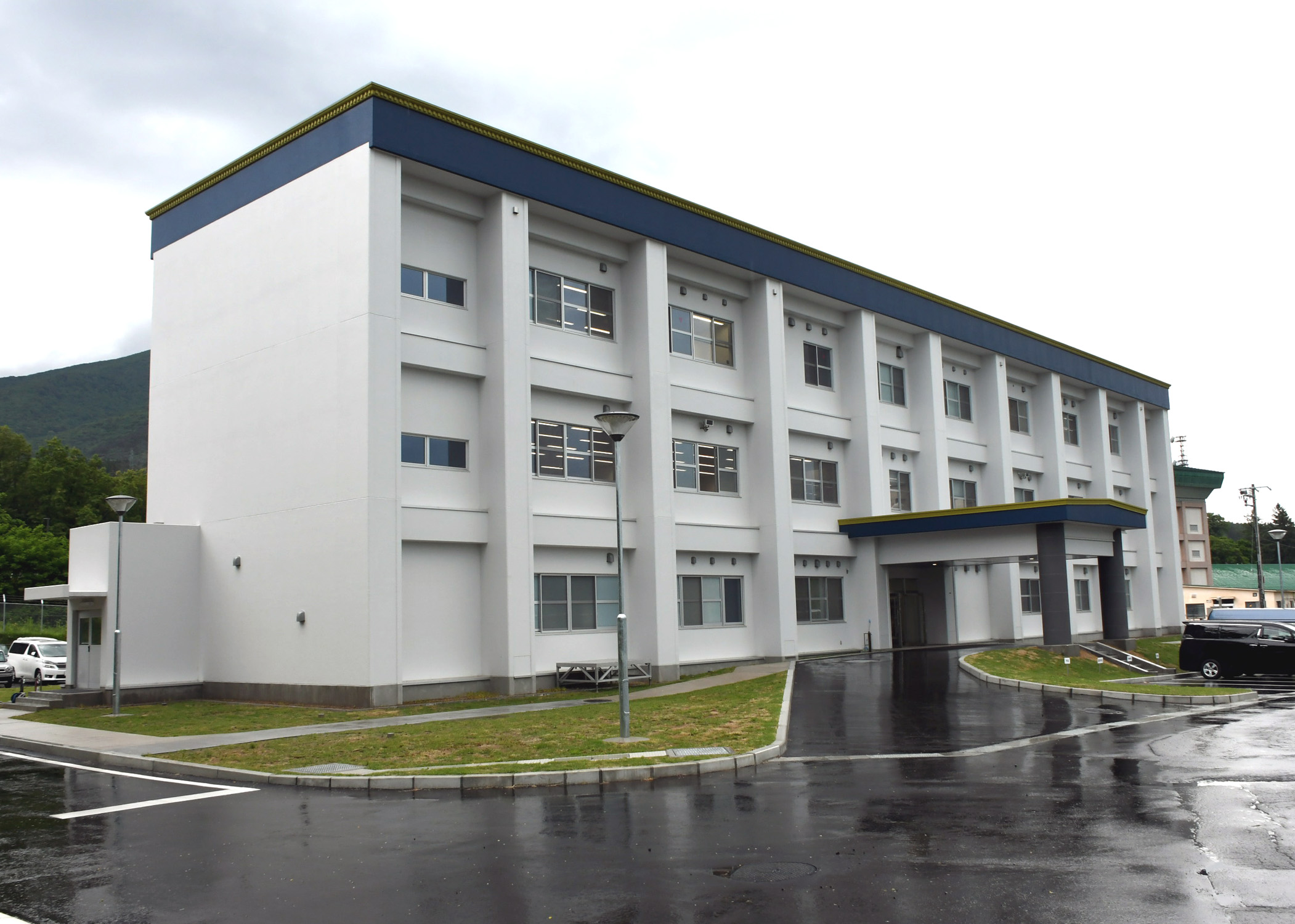
大湊造修補給所の新庁舎

- 大湊造修補給所：大湊基地にある海上自衛隊で唯一自前のドックの運用も行う
- 大湊基地業務隊
- 大湊衛生隊
- 大湊音楽隊

### 大湊地方隊廃止時の編成
※ 令和7年3月23日時点
- 大湊地方総監部（大湊基地：青森県むつ市）
- 函館基地隊（北海道函館市）
  - 松前警備所（北海道松前町）
  - 竜飛警備所（青森県外ヶ浜町）
  - 第45掃海隊（掃海艇「いずしま」・「えのしま」）
- 大湊警備隊
  - 大湊陸警隊
  - 大湊港務隊
  - 大湊水中処分隊（「水中処分母船2号」）
  - 多用途支援艦「すおう」
- 余市防備隊（北海道余市町）
  - 第1ミサイル艇隊（ミサイル艇「わかたか」・「くまたか」）
- 大湊弾薬整備補給所
- 大湊造修補給所
- 大湊基地業務隊
- 大湊衛生隊
- 大湊音楽隊
- 稚内基地分遣隊（北海道稚内市）

## 主要幹部
| 官職名         | 階級    | 氏名     | 補職発令日     | 前職 |
| -------------- | ------- | -------- | -------------- | --- |
| 大湊地区総監   | 海将    | 稲田丈司 | 2025年08月01日 | 佐世保地方総監部幕僚長 |
| 幕僚長         | 1等海佐 | 竹嶋広明 | 2025年03月24日 | 海上幕僚監部防衛部装備体系課長                                                                                                  |
| 管理部長       | 1等海佐 | 黒田純平 | 2025年06月30日 | 第24航空隊司令 |
| 防衛室長       | 1等海佐 | 堀内智治 | 2025年03月24日 | 大湊地方総監部防衛部第3幕僚室長 兼 同防衛部第2幕僚室長 兼 同防衛部第5幕僚室長                                                   |
| 経理部長       | 1等海佐 | 窪田修司 | 2025年03月24日 | 海上幕僚監部総務部経理課経理調整官 兼 経理班長 →2023.12.1 大湊地方総監部経理部長                                                |
| 技術補給監理官 | 1等海佐 | 松﨑英治 | 2025年03月24日 | 防衛装備庁プロジェクト管理部 事業監理官（艦船担当）付 事業計画調整官 →2024.7.8 大湊造修補給所長 兼 大湊地方総監部技術補給監理官 |
| 監察官         | 2等海佐 | 髙橋俊博 | 2025年03月24日 | 艦隊情報群司令部勤務 →2025.3.21 大湊地方総監部監察官                                                                            |

| 代                               | 氏名         | 在任期間                      | 出身校・期                     | 前職                                              | 後職                                              | 備考                               |
| 大湊地方総監                     | 大湊地方総監 | 大湊地方総監                  | 大湊地方総監                   | 大湊地方総監                                      | 大湊地方総監                                      | 大湊地方総監                       |
| -------------------------------- | ------------ | ----------------------------- | ------------------------------ | ------------------------------------------------- | ------------------------------------------------- | ---------------------------------- |
| 01                               | 小國寛之輔   | 1953年9月16日 1956年1月15日   | 海機33期                       | 第二幕僚監部経理補給部補給課長                    | 海上自衛隊術科学校長                              | 警備監補 /海将補                   |
| 02                               | 赤堀次郎     | 1956年1月16日 1958年12月15日  | 海兵55期・ 海大37期            | 第1警戒隊群司令                                   | 練習隊群司令部付 →1958年12月20日 練習隊群司令     | 海将補                             |
| 03                               | 山下雅夫     | 1958年12月16日 1961年2月28日  | 海兵57期                       | 自衛艦隊幕僚長                                    | 海上幕僚監部総務部長                              | 海将補                             |
| 04                               | 武市義雄     | 1961年3月1日 1962年1月15日    | 海機38期                       | 横須賀地方副総監                                  | 海上自衛隊幹部学校付 →1962年4月1日 第2術科学校長  | 海将補                             |
| 05                               | 岡本 功      | 1962年1月16日 1963年4月30日   | 海兵57期・ 海大38期            | 第1掃海隊群司令                                   | 海上幕僚監部付 →1963年7月1日 停年退官（海将昇任） | 海将補                             |
| 06                               | 山田龍人     | 1963年5月1日 1964年4月30日    | 海兵58期                       | 航空集団司令官                                    | 海上幕僚監部付 →1964年5月30日 退職                |                                    |
| 07                               | 森永正彦     | 1964年5月1日 1964年12月15日   | 海兵59期                       | 横須賀地方副総監                                  | 呉地方総監                                        | 海将補                             |
| 08                               | 佐藤文雄     | 1964年12月16日 1967年6月30日  | 海兵59期                       | 海上自衛隊幹部候補生学校長                        | 横須賀地方総監                                    | 就任時海将補 1966年1月1日 海将昇任 |
| 09                               | 水谷秀澄     | 1967年7月1日 1968年6月30日    | 海兵62期                       | 海上訓練指導隊群司令                              | 佐世保地方総監                                    | 就任時海将補 1968年1月1日 海将昇任 |
| 10                               | 石田捨雄     | 1968年7月1日 1969年6月30日    | 海兵64期                       | 海上幕僚監部総務部長                              | 海上幕僚副長                                      |                                    |
| 11                               | 橋本正久     | 1969年7月1日 1971年6月30日    | 東高船（航） 昭和15年卒        | 海上幕僚監部調査部長                              | 退職                                              |                                    |
| 12                               | 安永 稔      | 1971年7月1日 1973年11月30日   | 海機47期                       | 海上幕僚監部経理補給部長                          | 横須賀地方総監                                    |                                    |
| 13                               | 石野自彊     | 1973年12月1日 1975年3月16日   | 海兵69期                       | 練習艦隊司令官                                    | 退職                                              |                                    |
| 14                               | 植草重信     | 1975年3月17日 1976年11月30日  | 海兵69期                       | 教育航空集団司令官                                | 退職                                              |                                    |
| 15                               | 大賀良平     | 1976年12月1日 1977年8月31日   | 海兵71期                       | 護衛艦隊司令官                                    | 海上幕僚長                                        |                                    |
| 16                               | 江上純一     | 1977年9月1日 1979年3月21日    | 海兵71期                       | 自衛艦隊司令部幕僚長 →1977年8月1日 海上幕僚監部付 | 退職                                              |                                    |
| 17                               | 松井 操      | 1979年3月22日 1980年6月30日   | 海兵73期                       | 海上自衛隊幹部候補生学校長                        | 退職                                              |                                    |
| 18                               | 吉田學       | 1980年7月1日 1981年6月30日    | 海兵75期                       | 海上幕僚監部防衛部長                              | 海上幕僚副長                                      |                                    |
| 19                               | 山田善照     | 1981年7月1日 1983年4月25日    | 海兵75期                       | 自衛艦隊司令部幕僚長                              | 海上幕僚副長                                      |                                    |
| 20                               | 安岡亀雄     | 1983年4月26日 1984年6月5日    | 海兵76期・ 高知高校 昭和24年卒 | 海上幕僚監部調査部長                              | 海上幕僚副長                                      |                                    |
| 21                               | 高崎郁男     | 1984年6月6日 1985年12月19日   | 海保大1期・ 4期幹候            | 海上幕僚監部総務部長                              | 佐世保地方総監                                    |                                    |
| 22                               | 金崎實夫     | 1985年12月20日 1987年7月6日   | 海保大2期・ 6期幹候            | 自衛艦隊司令部幕僚長                              | 佐世保地方総監                                    |                                    |
| 23                               | 富田成昭     | 1987年7月7日 1989年3月15日    | 鹿児島大・ 6期幹候             | 教育航空集団司令官                                | 退職                                              |                                    |
| 24                               | 吉川圭祐     | 1989年3月16日 1991年3月15日   | 防大1期                        | 海上幕僚監部防衛部長                              | 退職                                              |                                    |
| 25                               | 林崎千明     | 1991年3月16日 1992年6月15日   | 防大4期                        | 海上幕僚監部防衛部長                              | 佐世保地方総監                                    |                                    |
| 26                               | 猪狩 眞      | 1992年6月16日 1993年6月30日   | 防大4期                        | 海上自衛隊幹部学校長                              | 退職                                              |                                    |
| 27                               | 塚原武夫     | 1993年7月1日 1995年3月22日    | 防大6期                        | 防衛大学校訓練部長                                | 退職                                              |                                    |
| 28                               | 五味睦佳     | 1995年3月23日 1996年3月24日   | 防大8期                        | 開発指導隊群司令                                  | 海上幕僚副長                                      |                                    |
| 29                               | 金子 豊      | 1996年3月25日 1997年3月25日   | 防大9期                        | 海上幕僚監部監察官                                | 佐世保地方総監                                    |                                    |
| 30                               | 山崎 眞      | 1997年3月26日 1998年6月30日   | 防大9期                        | 海上幕僚監部装備部長                              | 自衛艦隊司令官                                    |                                    |
| 31                               | 長谷川語     | 1998年7月1日 1999年12月9日    | 防大10期                       | 自衛艦隊司令部幕僚長                              | 自衛艦隊司令官                                    |                                    |
| 32                               | 牧本信近     | 1999年12月10日 2001年1月10日  | 防大13期                       | 海上幕僚監部監理部長                              | 海上自衛隊幹部学校長                              |                                    |
| 33                               | 尾崎通夫     | 2001年1月11日 2002年3月21日   | 防大13期                       | 海上自衛隊幹部候補生学校長                        | 佐世保地方総監                                    |                                    |
| 34                               | 田内 浩      | 2002年3月22日 2003年3月26日   | 防大12期                       | 潜水艦隊司令官                                    | 退職                                              |                                    |
| 35                               | 吉川榮治     | 2003年3月27日 2005年1月11日   | 防大15期                       | 統合幕僚会議事務局第5幕僚室長                     | 横須賀地方総監                                    |                                    |
| 36                               | 宮本治幸     | 2005年1月12日 2006年3月26日   | 防大16期                       | 自衛艦隊司令部幕僚長                              | 教育航空集団司令官                                |                                    |
| 37                               | 松岡貞義     | 2006年3月27日 2007年3月27日   | 防大18期                       | 海上自衛隊幹部候補生学校長                        | 航空集団司令官                                    |                                    |
| 38                               | 武田壽一     | 2007年3月28日 2008年7月31日   | 防大19期                       | 自衛艦隊司令部幕僚長                              | 海上自衛隊幹部学校長                              |                                    |
| 39                               | 河村克則     | 2008年8月1日 2009年7月20日    | 防大21期                       | 自衛艦隊司令部幕僚長                              | 海上幕僚副長                                      |                                    |
| 40                               | 泉 三省      | 2009年7月21日 2010年7月25日   | 防大22期                       | 海上幕僚監部人事教育部長                          | 呉地方総監                                        |                                    |
| 41                               | 武居智久     | 2010年7月26日 2011年8月4日    | 防大23期                       | 海上幕僚監部防衛部長                              | 海上幕僚副長                                      |                                    |
| 42                               | 山口 透      | 2011年8月5日 2012年7月25日    | 防大22期                       | 防衛大学校訓練部長                                | 呉地方総監                                        |                                    |
| 43                               | 三木伸介     | 2012年7月26日 2013年8月21日   | 防大24期                       | 横須賀地方総監部幕僚長                            | 呉地方総監                                        |                                    |
| 44                               | 槻木新二     | 2013年8月22日 2014年12月14日  | 防大24期                       | 海上自衛隊補給本部長                              | 退職                                              |                                    |
| 45                               | 坂田竜三     | 2014年12月15日 2016年3月22日  | 防大26期                       | 教育航空集団司令官                                | 統合幕僚学校長                                    |                                    |
| 46                               | 中西正人     | 2016年3月23日 2018年7月31日   | 防大27期                       | 横須賀地方総監部幕僚長                            | 退職                                              |                                    |
| 47                               | 酒井 良      | 2018年8月1日 2019年12月19日   | 防大31期                       | 海上幕僚監部防衛部長                              | 呉地方総監                                        |                                    |
| 48                               | 二川達也     | 2019年12月20日 2020年12月21日 | 防大32期                       | 自衛艦隊司令部幕僚長                              | 航空集団司令官                                    |                                    |
| 49                               | 乾悦久       | 2020年12月22日 2022年3月29日  | 防大31期                       | 海上自衛隊幹部学校長                              | 横須賀地方総監                                    |                                    |
| 50                               | 泉 博之      | 2022年3月30日 2023年12月21日  | 早大・ 41期幹候                | 海上幕僚監部人事教育部長                          | 退職                                              |                                    |
| 末                               | 近藤奈津枝   | 2023年12月22日 2025年3月23日  | 山口大・ 40期幹候              | 海上自衛隊幹部候補生学校長                        | 大湊地区総監                                      |                                    |
| 大湊地区総監（横須賀地方隊隷下） |              |                               |                                |                                                   |                                                   |                                    |
| 01                               | 近藤奈津枝   | 2025年3月24日 2025年7月31日   | 山口大 40期幹候                | 大湊地方総監                                      | 退職                                              |                                    |
| 02                               | 稲田丈司     | 2025年8月1日                  | 防大34期                       | 佐世保地方総監部幕僚長                            |                                                   |                                    |

## 室蘭の自衛隊誘致
旧海軍では、第五海軍区を統括する室蘭鎮守府が計画されたが、実現には至らなかった。
2006年（平成18年）2月、北海道室蘭市では、市議が発起人となり、室蘭港への海上自衛隊基地誘致を目指す「防災拠点港実現に向けて海上自衛艦を誘致する会」が発足している。室蘭港に耐震構造の防災埠頭を作り、災害発生時の物資輸送、避難・救助活動の拠点港にしようというものであり、海上自衛隊の自衛艦を誘致することで、防災拠点としての実効性が高まり、さらなる港湾整備に弾みがつくという設立趣旨である。
防衛省も、北海道への新たな海上自衛隊基地建設に関心があるとされ、室蘭港を有望な候補先としていると言われる。実際に2004年2月には、自衛隊イラク派遣のため、室蘭港からおおすみ型輸送艦を使って装甲車両などの機材搬出を行っており、海上自衛隊艦船の寄港も多い。設立総会には、大湊地方隊函館基地隊司令が招待された。
ただし、2011年（平成23年）12月7日の室蘭市議会では、平成10年の自衛艦入港数が15隻あったのが、平成21年には1隻に減少したことが指摘されたが、市側は自衛隊との連携は自衛艦の室蘭港入港促進への積極的な誘致策を行なっていないと答弁している。